# 东黑山遗址
东黑山遗址位于中国河北省保定市徐水县，遗址面积5400平方米，内含较为丰富的战国、汉代文化遗存。该遗址被中华人民共和国国务院列入第七批全国重点文物保护单位。